# Метод Ньютона
Метод Ньютона, алгоритм Ньютона (также известный как метод касательных) — это итерационный численный метод нахождения корня (нуля) заданной функции. Метод был впервые предложен английским физиком, математиком и астрономом Исааком Ньютоном (1643—1727). Поиск решения осуществляется путём построения последовательных приближений и основан на принципах простой итерации. Метод обладает квадратичной сходимостью. Модификацией метода является метод хорд и касательных. Также метод Ньютона может быть использован для решения задач оптимизации, в которых требуется определить ноль первой производной либо градиента в случае многомерного пространства.

## Описание метода

### Вывод
Чтобы численно решить уравнение {\displaystyle f(x)=0} методом простой итерации, его необходимо привести к эквивалентному уравнению: {\displaystyle x=\varphi (x)}, где {\displaystyle \varphi } — сжимающее отображение.
Для наилучшей сходимости метода в точке очередного приближения {\displaystyle x^{*}} должно выполняться условие {\displaystyle \varphi '(x^{*})=0}. Решение данного уравнения ищут в виде {\displaystyle \varphi (x)=x+\alpha (x)f(x)}, тогда:
{\displaystyle \varphi '(x^{*})=1+\alpha '(x^{*})f(x^{*})+\alpha (x^{*})f'(x^{*})=0.}
В предположении, что точка приближения «достаточно близка» к корню {\displaystyle {\tilde {x}}} и что заданная функция непрерывна {\displaystyle (f(x^{*})\approx f({\tilde {x}})=0)}, окончательная формула для {\displaystyle \alpha (x)} такова:
{\displaystyle \alpha (x)=-{\frac {1}{f'(x)}}.}
С учётом этого функция {\displaystyle \varphi (x)} определяется:
{\displaystyle \varphi (x)=x-{\frac {f(x)}{f'(x)}}.}
При некоторых условиях эта функция в окрестности корня осуществляет сжимающее отображение.
Пусть дана функция вещественного переменного дважды непрерывно дифференцируемая в своей области определения, производная которой нигде не обращается в нуль:
{\displaystyle \scriptstyle {f(x)\colon \mathbb {X} \to \mathbb {R} ,\;f(x)\in \mathrm {C} ^{2}(\mathbb {X} );\quad \forall x\in \mathbb {X} \;f'(x)\neq 0.}}
И необходимо доказать, что функция {\displaystyle \scriptstyle {\varphi (x)=x-{\frac {f(x)}{f'(x)}}}} осуществляет сжимающее отображение вблизи корня уравнения {\displaystyle \scriptstyle {f(x)=0}}.
В силу непрерывной дифференцируемости функции {\displaystyle \scriptstyle {f(x)}} и неравенства нулю её первой производной {\displaystyle \scriptstyle {\varphi (x)}} непрерывна.
Производная {\displaystyle \scriptstyle {\varphi '(x)}} равна:
Невозможно разобрать выражение (SVG (MathML можно включить с помощью плагина для браузера): Недопустимый ответ («Math extension cannot connect to Restbase.») от сервера «http://localhost:6011/ru.wikipedia.org/v1/»:): {\displaystyle \scriptstyle{\varphi'(x)=\frac{f(x)f''(x)}{\left(f'(x)\right)^2}.}}

В условиях, наложенных на {\displaystyle \scriptstyle {f(x)}}, она также непрерывна. Пусть {\displaystyle \scriptstyle {\tilde {x}}} — искомый корень уравнения: {\displaystyle \scriptstyle {f({\tilde {x}})=0}}, следовательно в его окрестности {\displaystyle \scriptstyle {\varphi '(x)\approx 0}}:
{\displaystyle \scriptstyle {\forall \varepsilon \colon 0<\varepsilon <1,\;\exists \delta >0\;\forall x\in \mathbb {X} \;|x-{\tilde {x}}|<\delta \colon |\varphi '(x)-0|<\varepsilon .}}
Тогда согласно теореме Лагранжа:
{\displaystyle \scriptstyle {\forall x_{1},\;x_{2}\in \mathrm {U} _{\delta }({\tilde {x}})\;\exists \xi \in \mathrm {U} _{\delta }({\tilde {x}})\colon |\varphi (x_{1})-\varphi (x_{2})|=|\varphi '(\xi )||x_{1}-x_{2}|<\varepsilon |x_{1}-x_{2}|.}}
В силу того, что {\displaystyle \scriptstyle {\varphi ({\tilde {x}})={\tilde {x}}}} в этой же дельта окрестности выполняется:
{\displaystyle \scriptstyle {\forall x\in U_{\delta }({\tilde {x}})\colon \;|\varphi (x)-{\tilde {x}}|<\varepsilon |x-{\tilde {x}}|.}}
Таким образом полученная функция {\displaystyle \scriptstyle {\varphi (x)}} в окрестности корня {\displaystyle \scriptstyle {U_{\delta }({\tilde {x}})}} осуществляет сжимающее отображение.■
В этом случае алгоритм нахождения численного решения уравнения {\displaystyle f(x)=0} сводится к итерационной процедуре вычисления:
{\displaystyle x_{n+1}=x_{n}-{\frac {f(x_{n})}{f'(x_{n})}}.}
По теореме Банаха последовательность приближений стремится к корню уравнения {\displaystyle f(x)=0}.

Иллюстрация метода Ньютона (синим изображена функция, ноль которой необходимо найти, красным — касательная в точке очередного приближения). Здесь мы можем увидеть, что последующее приближение лучше предыдущего.

### Геометрическая интерпретация
Основная идея метода заключается в следующем: задаётся начальное приближение вблизи предположительного корня, после чего строится касательная к графику исследуемой функции в точке приближения, для которой находится пересечение с осью абсцисс. Эта точка берётся в качестве следующего приближения. И так далее, пока не будет достигнута необходимая точность.
Пусть 1) вещественнозначная функция {\displaystyle f(x)\colon (a,\,b)\to \mathbb {R} } непрерывно дифференцируема на интервале {\displaystyle (a,\,b)} ; 

2) существует искомая точка {\displaystyle x^{*}\in (a,\,b)} : {\displaystyle f(x^{*})=0} ; 

3) существуют {\displaystyle C>0} и {\displaystyle \delta >0} такие, что 

{\displaystyle \vert f'(x)\vert \geqslant C}
для {\displaystyle x\in (a,\,x^{*}-\delta ]\cup [x^{*}+\delta ,\,b)} 

и {\displaystyle f'(x)\neq 0}
для {\displaystyle x\in (x^{*}-\delta ,\,x^{*})\cup (x^{*},\,x^{*}+\delta )} ; 

4) точка {\displaystyle x_{n}\in (a,\,b)} такова, что {\displaystyle f(x_{n})\neq 0} . 

Тогда формула итеративного приближения {\displaystyle x_{n}} к {\displaystyle x^{*}}
может быть выведена из геометрического смысла касательной следующим образом:
{\displaystyle f'(x_{n})=\mathrm {tg} \,\alpha _{n}={\frac {\Delta y}{\Delta x}}={\frac {f(x_{n})-0}{x_{n}-x_{n+1}}}={\frac {0-f(x_{n})}{x_{n+1}-x_{n}}},}
где {\displaystyle \alpha _{n}} — угол наклона касательной прямой
{\displaystyle y(x)=f(x_{n})+(x-x_{n})\cdot \mathrm {tg} \,\alpha _{n}}
к графику {\displaystyle f}
в точке {\displaystyle (x_{n};f(x_{n}))} .
Следовательно (в уравнении касательной прямой полагаем {\displaystyle y(x_{n+1})=0}) искомое выражение для {\displaystyle x_{n+1}} имеет вид :
{\displaystyle x_{n+1}=x_{n}-{\frac {f(x_{n})}{f'(x_{n})}}.}
Если {\displaystyle x_{n+1}\in (a,\,b)}, то это значение можно использовать в качестве следующего приближения к
{\displaystyle x^{*}} .
Если {\displaystyle x_{n+1}\notin (a,\,b)}, то имеет место «перелёт» (корень {\displaystyle x^{*}} лежит рядом с границей {\displaystyle (a,\,b)}). В этом случае надо (воспользовавшись идеей метода половинного деления) заменять
{\displaystyle x_{n+1}} на
{\displaystyle {\frac {x_{n}+x_{n+1}}{2}}}
до тех пор, пока точка «не вернётся» в область поиска
{\displaystyle (a,\,b)} .
Замечания. 1) Наличие непрерывной производной даёт возможность строить непрерывно меняющуюся касательную на всей области поиска решения {\displaystyle (a,\,b)\;} . 

2) Случаи граничного (в точке {\displaystyle a} или в точке {\displaystyle b}) расположения искомого решения {\displaystyle x^{*}} рассматриваются аналогичным образом. 

3) С геометрической точки зрения равенство
{\displaystyle f'(x_{n})=0}
означает, что касательная прямая к графику
{\displaystyle f}
в точке
{\displaystyle (x_{n};f(x_{n}))} -
параллельна оси
{\displaystyle OX}
и при
{\displaystyle f(x_{n})\neq 0}
не пересекается с ней в конечной части. 

4) Чем больше константа {\displaystyle C>0} и чем меньше константа {\displaystyle \delta >0} из пункта 3 условий,
тем для {\displaystyle x_{n}\in (a,\,x^{*}-\delta ]\cup [x^{*}+\delta ,\,b)}
пересечение касательной к графику {\displaystyle f} и оси {\displaystyle OX} ближе к точке {\displaystyle (x^{*};\;0)} ,
то есть тем ближе значение {\displaystyle x_{n+1}} к искомой {\displaystyle x^{*}\in (a,\,b)} .
Итерационный процесс начинается с некоторого начального приближения
{\displaystyle x_{0}\in (a,\,b)} ,
причём между
{\displaystyle x_{0}\in (a,\,b)}
и искомой точкой
{\displaystyle x^{*}\in (a,\,b)}
не должно быть других нулей функции
{\displaystyle f} ,
то есть «чем ближе {\displaystyle x_{0}}
к искомому корню {\displaystyle x^{*}} ,
тем лучше». Если предположения о нахождении {\displaystyle x^{*}} отсутствуют, методом проб и ошибок можно сузить область возможных значений, применив теорему о промежуточных значениях.
Для предварительно заданных {\displaystyle \varepsilon _{x}>0} , {\displaystyle \varepsilon _{f}>0}
итерационный процесс завершается если
{\displaystyle \left\vert {\frac {f(x_{n})}{f'(x_{n})}}\right\vert \approx \vert x_{n+1}-x_{n}\vert <\varepsilon _{x}} и
{\displaystyle \vert f(x_{n+1})\vert <\varepsilon _{f}} . 

В частности, для матрицы дисплея {\displaystyle \varepsilon _{x}} и {\displaystyle \varepsilon _{f}} могут быть рассчитаны,
исходя из масштаба отображения графика {\displaystyle f} ,
то есть если {\displaystyle x_{n}} и {\displaystyle x_{n+1}} попадают в один вертикальный, а {\displaystyle f(x_{n})} и {\displaystyle f(x_{n+1})} в один горизонтальный ряд.

### Алгоритм
1. Задается начальное приближение {\displaystyle x_{0}}.
2. Пока не выполнено условие остановки, в качестве которого следует взять {\displaystyle \left\vert {\frac {x_{n+1}-x_{n}}{1-{\frac {x_{n+1}-x_{n}}{x_{n}-x_{n-1}}}}}\right\vert <\varepsilon }, где {\displaystyle \varepsilon } выполняет роль абсолютной погрешности (так как метод Ньютона является частным случаем метода простой итерации[1]), вычисляют новое приближение: {\displaystyle x_{n+1}=x_{n}-{\frac {f(x_{n})}{f'(x_{n})}}}.

### Пример
Рассмотрим задачу о нахождении положительных {\displaystyle x}, для которых {\displaystyle \cos x=x^{3}}. Эта задача может быть представлена как задача нахождения нуля функции {\displaystyle f(x)=\cos x-x^{3}}. Имеем выражение для производной {\displaystyle f'(x)=-\sin x-3x^{2}}. Так как {\displaystyle \cos x\leqslant 1} для всех {\displaystyle x} и {\displaystyle x^{3}>1} для {\displaystyle x>1}, очевидно, что решение лежит между 0 и 1. Возьмём в качестве начального приближения значение {\displaystyle x_{0}=0{,}5}, тогда:
{\displaystyle {\begin{matrix}x_{1}&=&x_{0}-{\dfrac {f(x_{0})}{f'(x_{0})}}&=&1{,}112\;141\;637\;097,\\x_{2}&=&x_{1}-{\dfrac {f(x_{1})}{f'(x_{1})}}&=&{\underline {0{,}}}909\;672\;693\;736,\\x_{3}&=&x_{2}-{\dfrac {f(x_{2})}{f'(x_{2})}}&=&{\underline {0{,}86}}7\;263\;818\;209,\\x_{4}&=&x_{3}-{\dfrac {f(x_{3})}{f'(x_{3})}}&=&{\underline {0{,}865\;47}}7\;135\;298,\\x_{5}&=&x_{4}-{\dfrac {f(x_{4})}{f'(x_{4})}}&=&{\underline {0{,}865\;474\;033\;1}}11,\\x_{6}&=&x_{5}-{\dfrac {f(x_{5})}{f'(x_{5})}}&=&{\underline {0{,}865\;474\;033\;102}}.\end{matrix}}}
Подчёркиванием отмечены верные значащие цифры. Видно, что их количество от шага к шагу растёт (приблизительно удваиваясь с каждым шагом): от 1 к 2, от 2 к 5, от 5 к 10, иллюстрируя квадратичную скорость сходимости.

## Условия применения

Иллюстрация расхождения метода Ньютона, применённого к функции с начальным приближением в точке.

Рассмотрим ряд примеров, указывающих на недостатки метода.

### Контрпримеры
- Если начальное приближение недостаточно близко к решению, то метод может не сойтись.

Пусть
{\displaystyle f(x)=x^{3}-2x+2.}
Тогда
{\displaystyle x_{n+1}=x_{n}-{\frac {x_{n}^{3}-2x_{n}+2}{3x_{n}^{2}-2}}.}
Возьмём ноль в качестве начального приближения. Первая итерация даст в качестве приближения единицу. В свою очередь, вторая снова даст ноль. Метод зациклится и решение не будет найдено. В общем случае построение последовательности приближений может быть очень запутанным.

График производной функции при приближении к нулю справа.

- Если производная не непрерывна в точке корня, то метод может расходиться в любой окрестности корня.

Рассмотрим функцию:
{\displaystyle f(x)={\begin{cases}0,&x=0,\\x+x^{2}\sin \left({\dfrac {2}{x}}\right),&x\neq 0.\end{cases}}}
Тогда {\displaystyle f'(0)=1} и {\displaystyle f'(x)=1+2x\sin(2/x)-2\cos(2/x)} всюду, кроме 0.
В окрестности корня производная меняет знак при приближении {\displaystyle x} к нулю справа или слева. В то время, как {\displaystyle f(x)\geqslant x-x^{2}>0} для {\displaystyle 0<x<1}.
Таким образом {\displaystyle f(x)/f'(x)} не ограничено вблизи корня, и метод будет расходиться, хотя функция всюду дифференцируема, её производная не равна нулю в корне, {\displaystyle f} бесконечно дифференцируема везде, кроме как в корне, а её производная ограничена в окрестности корня.
- Если не существует вторая производная в точке корня, то скорость сходимости метода может быть заметно снижена.

Рассмотрим пример:
{\displaystyle f(x)=x+x^{4/3}.}
Тогда {\displaystyle f'(x)=1+(4/3)x^{1/3}} и {\displaystyle f''(x)=(4/9)x^{-2/3}} за исключением {\displaystyle x=0}, где она не определена.
На очередном шаге имеем {\displaystyle x_{n}}:
{\displaystyle x_{n+1}=x_{n}-{\frac {f(x_{n})}{f'(x_{n})}}={\frac {(1/3)x_{n}^{4/3}}{(1+(4/3)x_{n}^{1/3})}}.}
Скорость сходимости полученной последовательности составляет приблизительно 4/3. Это существенно меньше, нежели 2, необходимое для квадратичной сходимости, поэтому в данном случае можно говорить лишь о линейной сходимости, хотя функция всюду непрерывно дифференцируема, производная в корне не равна нулю, и {\displaystyle f} бесконечно дифференцируема везде, кроме как в корне.
- Если производная в точке корня равна нулю, то скорость сходимости не будет квадратичной, а сам метод может преждевременно прекратить поиск, и дать неверное для заданной точности приближение.

Пусть
{\displaystyle f(x)=x^{2}.}
Тогда {\displaystyle f'(x)=2x} и следовательно {\displaystyle x-f(x)/f'(x)=x/2}. Таким образом сходимость метода не квадратичная, а линейная, хотя функция всюду бесконечно дифференцируема.

### Ограничения
Пусть задано уравнение {\displaystyle f(x)=0}, где {\displaystyle f(x)\colon \mathbb {X} \to \mathbb {R} } и надо найти его решение.
Ниже приведена формулировка основной теоремы, которая позволяет дать чёткие условия применимости. Она носит имя советского математика и экономиста Леонида Витальевича Канторовича (1912—1986).
Теорема Канторовича.
Если существуют такие константы {\displaystyle A,\;B,\;C}, что:
1. {\displaystyle {\frac {1}{|f'(x)|}}<A} на {\displaystyle [a,\;b]}, то есть {\displaystyle f'(x)} существует и не равна нулю;
2. {\displaystyle \left|{\frac {f(x)}{f'(x)}}\right|<B} на {\displaystyle [a,\;b]}, то есть {\displaystyle f(x)} ограничена;
3. {\displaystyle \exists f''(x)} на {\displaystyle [a,\;b]}, и {\displaystyle |f''(x)|\leqslant C\leqslant {\frac {1}{2AB}}};

Причём длина рассматриваемого отрезка {\displaystyle |a-b|<{\frac {1}{AB}}\left(1-{\sqrt {1-2ABC}}\right)}. Тогда справедливы следующие утверждения:
1. на {\displaystyle [a,\;b]} существует корень {\displaystyle x^{*}} уравнения {\displaystyle f(x)=0\colon \exists x^{*}\in [a,\;b]\colon f(x^{*})=0};
2. если {\displaystyle x_{0}={\frac {a+b}{2}}}, то итерационная последовательность сходится к этому корню: {\displaystyle \left\{x_{n+1}=x_{n}-{\frac {f(x_{n})}{f'(x_{n})}}\right\}\to x^{*}};
3. погрешность может быть оценена по формуле {\displaystyle |x^{*}-x_{n}|\leqslant {\frac {B}{2^{n-1}}}(2ABC)^{2^{n-1}}}.

Из последнего из утверждений теоремы в частности следует квадратичная сходимость метода:
{\displaystyle |x^{*}-x_{n}|\leqslant {\frac {B}{2^{n-1}}}(2ABC)^{2^{n-1}}={\frac {1}{2}}{\frac {B}{2^{n-2}}}\left((2ABC)^{2^{n-2}}\right)^{2}=\alpha |x^{*}-x_{n-1}|^{2}.}
Тогда ограничения на исходную функцию {\displaystyle f(x)} будут выглядеть так:
1. функция должна быть ограничена;
2. функция должна быть гладкой, дважды дифференцируемой;
3. её первая производная {\displaystyle f'(x)} равномерно отделена от нуля;
4. её вторая производная {\displaystyle f''(x)} должна быть равномерно ограничена.

## Историческая справка
Метод был описан Исааком Ньютоном в рукописи «Об анализе уравнениями бесконечных рядов» (лат. «De analysi per aequationes numero terminorum infinitas»), адресованной в 1669 году Барроу, и в работе «Метод флюксий и бесконечные ряды» (лат. «De metodis fluxionum et serierum infinitarum») или «Аналитическая геометрия» (лат. «Geometria analytica») в собраниях трудов Ньютона, которая была написана в 1671 году. В своих работах Ньютон вводит такие понятия, как разложение функции в ряд, бесконечно малые и флюксии (производные в нынешнем понимании). Указанные работы были изданы значительно позднее: первая вышла в свет в 1711 году благодаря Уильяму Джонсону, вторая была издана Джоном Кользоном в 1736 году уже после смерти создателя. Однако описание метода существенно отличалось от его нынешнего изложения: Ньютон применял свой метод исключительно к полиномам. Он вычислял не последовательные приближения {\displaystyle x_{n}}, а последовательность полиномов и в результате получал приближённое решение {\displaystyle x}.
Этот же метод применён Ньютоном в его трактате "Математические начала" для решения уравнения Кеплера, где Ньютон предложил вполне современную аналитическую форму вычисления, записав последовательность приближений в виде переразлагаемого в каждой новой точке аналитического ряда: 

ряд ... сходится настолько быстро, что едва ли когда-нибудь понадобится идти в нём далее второго члена ...— 
Впервые метод был опубликован в трактате «Алгебра» Джона Валлиса в 1685 году, по просьбе которого он был кратко описан самим Ньютоном. В 1690 году Джозеф Рафсон опубликовал упрощённое описание в работе «Общий анализ уравнений» (лат. «Analysis aequationum universalis»). Рафсон рассматривал метод Ньютона как чисто алгебраический и ограничил его применение полиномами, однако при этом он описал метод на основе последовательных приближений {\displaystyle x_{n}} вместо более трудной для понимания последовательности полиномов, использованной Ньютоном. Наконец, в 1740 году метод Ньютона был описан Томасом Симпсоном как итеративный метод первого порядка решения нелинейных уравнений с использованием производной в том виде, в котором он излагается здесь. В той же публикации Симпсон обобщил метод на случай системы из двух уравнений и отметил, что метод Ньютона также может быть применён для решения задач оптимизации путём нахождения нуля производной или градиента.
В 1879 году Артур Кэли в работе «Проблема комплексных чисел Ньютона — Фурье» (англ. «The Newton-Fourier imaginary problem») был первым, кто отметил трудности в обобщении метода Ньютона на случай мнимых корней полиномов степени выше второй и комплексных начальных приближений. Эта работа открыла путь к изучению теории фракталов.

## Обобщения и модификации

Иллюстрация последовательных приближений метода одной касательной, применённого к функции с начальным приближением в точке.

### Метод секущих
Родственный метод секущих является «приближённым» методом Ньютона и позволяет не вычислять производную. Значение производной в итерационной формуле заменяется её оценкой по двум предыдущим точкам итераций:
{\displaystyle f'(x_{n})\approx {\frac {f(x_{n})-f(x_{n-1})}{x_{n}-x_{n-1}}}} .
Таким образом, основная формула имеет вид
{\displaystyle x_{n+1}=x_{n}-f(x_{n})\cdot {\frac {x_{n}-x_{n-1}}{f(x_{n})-f(x_{n-1})}}.}
Этот метод схож с методом Ньютона, но имеет немного меньшую скорость сходимости. Порядок сходимости метода равен золотому сечению — 1,618…
Замечания. 1) Для начала итерационного процесса требуются два различных значения
{\displaystyle x_{0}} и
{\displaystyle x_{1}} . 

2) В отличие от «настоящего метода Ньютона» (метода касательных), требующего хранить только {\displaystyle x_{n}}
(и в ходе вычислений — временно {\displaystyle f(x_{n})} и {\displaystyle f'(x_{n})}),
для метода секущих требуется сохранение
{\displaystyle x_{n-1}} ,
{\displaystyle x_{n}} ,
{\displaystyle f(x_{n-1})} ,
{\displaystyle f(x_{n})} . 

3) Применяется, если вычисление {\displaystyle f'(x)} затруднено
(например, требует большого количества машинных ресурсов: времени и/или памяти).

### Метод одной касательной
В целях уменьшения числа обращений к значениям производной функции применяют так называемый метод одной касательной.
Формула итераций этого метода имеет вид:
{\displaystyle x_{n+1}=x_{n}-{\frac {1}{f'(x_{0})}}f(x_{n}).}
Суть метода заключается в том, чтобы вычислять производную лишь один раз, в точке начального приближения {\displaystyle x_{0}}, а затем использовать это значение на каждой последующей итерации:
{\displaystyle \alpha (x)=\alpha _{0}=-{\dfrac {1}{f'(x_{0})}}.}
При таком выборе {\displaystyle \alpha _{0}} в точке {\displaystyle x_{0}} выполнено равенство:
{\displaystyle \varphi '(x_{0})=1+\alpha _{0}f'(x_{0})=0,}
и если отрезок, на котором предполагается наличие корня {\displaystyle x^{*}} и выбрано начальное приближение {\displaystyle x_{0}}, достаточно мал, а производная {\displaystyle \varphi '(x)} непрерывна, то значение {\displaystyle \varphi '(x^{*})} будет не сильно отличаться от {\displaystyle \varphi '(x_{0})=0} и, следовательно, график {\displaystyle y=\varphi (x)} пройдёт почти горизонтально, пересекая прямую {\displaystyle y=x}, что в свою очередь обеспечит быструю сходимость последовательности точек приближений к корню.
Этот метод является частным случаем метода простой итерации. Он имеет линейный порядок сходимости.

### Метод Ньютона-Фурье
Метод Ньютона-Фурье - это расширение метода Ньютона, выведенное Жозефом Фурье для получения оценок на абсолютную ошибку аппроксимации корня, в то же время обеспечивая квадратичную сходимость с обеих сторон.
Предположим, что f(x) дважды непрерывно дифференцируема на отрезке [a, b] и что f имеет корень на этом интервале. Дополнительно положим, что f′(x), f″(x) ≠ 0 на этом отрезке (например, это верно, если f(a) < 0, f(b) > 0, и f″(x) > 0 на этом отрезке). Это гарантирует наличие единственного корня на этом отрезке, обозначим его α. Эти рассуждения относятся к вогнутой вверх функции. Если она вогнута вниз, то заменим f(x) на −f(x), поскольку они имеют одни и те же корни.
Пусть x0 = b будет правым концом отрезка, на котором мы ищем корень, а z0 = a - левым концом того же отрезка. Если xn найдено, определим
{\displaystyle x_{n+1}=x_{n}-{\frac {f(x_{n})}{f'(x_{n})}},}
которое выражает обычный метод Ньютона, как описано выше. Затем определим
{\displaystyle z_{n+1}=z_{n}-{\frac {f(z_{n})}{f'(x_{n})}},}
где знаменатель равен f′(xn), а не f′(zn). Итерации xn будут строго убывающими к корню, а итерации zn - строго возрастающими к корню. Также выполняется следующее соотношение:
{\displaystyle \lim _{n\to \infty }{\frac {x_{n+1}-z_{n+1}}{(x_{n}-z_{n})^{2}}}={\frac {f''(\alpha )}{2f'(\alpha )}}},
таким образом, расстояние между xn и zn уменьшается квадратичным образом.

### Многомерный случай
Обобщим полученный результат на многомерный случай.
Пусть необходимо найти решение системы:
{\displaystyle \left\{{\begin{array}{lcr}f_{1}(x_{1},\;x_{2},\;\ldots ,\;x_{n})&=&0,\\\ldots &&\\f_{m}(x_{1},\;x_{2},\;\ldots ,\;x_{n})&=&0.\end{array}}\right.}
Выбирая некоторое начальное значение {\displaystyle {\vec {x}}^{[0]}}, последовательные приближения {\displaystyle {\vec {x}}^{[j+1]}} находят путём решения систем уравнений:
{\displaystyle f_{i}+\sum _{k=1}^{n}{\frac {\partial f_{i}}{\partial x_{k}}}(x_{k}^{[j+1]}-x_{k}^{[j]})=0,\qquad i=1,\;2,\;\ldots ,\;m,}
где {\displaystyle {\vec {x}}^{[j]}=(x_{1}^{[j]},\;x_{2}^{[j]},\;\ldots ,\;x_{n}^{[j]}),\quad j=0,\;1,\;2,\;\ldots }.

### Применительно к задачам оптимизации
Пусть необходимо найти минимум функции многих переменных {\displaystyle f({\vec {x}})\colon \mathbb {R} ^{n}\to \mathbb {R} }. Эта задача равносильна задаче нахождения нуля градиента {\displaystyle \nabla f({\vec {x}})}. Применим изложенный выше метод Ньютона:
{\displaystyle \nabla f({\vec {x}}^{[j]})+H({\vec {x}}^{[j]})({\vec {x}}^{[j+1]}-{\vec {x}}^{[j]})=0,\quad j=1,\;2,\;\ldots ,\;n,}
где {\displaystyle H({\vec {x}})} — гессиан функции {\displaystyle f({\vec {x}})}.
В более удобном итеративном виде это выражение выглядит так:
{\displaystyle {\vec {x}}^{[j+1]}={\vec {x}}^{[j]}-H^{-1}({\vec {x}}^{[j]})\nabla f({\vec {x}}^{[j]}).}
В случае квадратичной функции метод Ньютона находит экстремум за одну итерацию.
Нахождение матрицы Гессе связано с большими вычислительными затратами, и зачастую не представляется возможным. В таких случаях альтернативой могут служить квазиньютоновские методы, в которых приближение матрицы Гессе строится в процессе накопления информации о кривизне функции. Также можно использовать метод коллинеарных градиентов, метод первого порядка, который может приблизительно (но с высокой точностью) находить шаги {\displaystyle -H^{-1}\nabla f} метода Ньютона.

### Метод Ньютона — Рафсона
Метод Ньютона — Рафсона является улучшением метода Ньютона нахождения экстремума, описанного выше. Основное отличие заключается в том, что на очередной итерации каким-либо из методов одномерной оптимизации выбирается оптимальный шаг:
{\displaystyle {\vec {x}}^{[j+1]}={\vec {x}}^{[j]}-\lambda _{j}H^{-1}({\vec {x}}^{[j]})\nabla f({\vec {x}}^{[j]}),}
где {\displaystyle \lambda _{j}=\arg \min _{\lambda }f({\vec {x}}^{[j]}-\lambda H^{-1}({\vec {x}}^{[j]})\nabla f({\vec {x}}^{[j]})).}
Для оптимизации вычислений применяют следующее улучшение: вместо того, чтобы на каждой итерации заново вычислять гессиан целевой функции, ограничиваются начальным приближением {\displaystyle H(f({\vec {x}}^{[0]}))} и обновляют его лишь раз в {\displaystyle m} шагов, либо не обновляют вовсе.

### Применительно к задачам о наименьших квадратах
На практике часто встречаются задачи, в которых требуется произвести настройку свободных параметров объекта или подогнать математическую модель под реальные данные. В этих случаях появляются задачи о наименьших квадратах:
{\displaystyle F({\vec {x}})=\|{\vec {f}}({\vec {x}})\|=\sum _{i=1}^{m}f_{i}^{2}({\vec {x}})=\sum _{i=1}^{m}(\varphi _{i}({\vec {x}})-{\mathcal {F}}_{i})^{2}\to \min .}
Эти задачи отличаются особым видом градиента и матрицы Гессе:
{\displaystyle \nabla F({\vec {x}})=2J^{T}({\vec {x}}){\vec {f}}({\vec {x}}),}
{\displaystyle H({\vec {x}})=2J^{T}({\vec {x}})J({\vec {x}})+2Q({\vec {x}}),\qquad Q({\vec {x}})=\sum _{i=1}^{m}f_{i}({\vec {x}})H_{i}({\vec {x}}),}
где {\displaystyle J({\vec {x}})} — матрица Якоби вектор-функции {\displaystyle {\vec {f}}({\vec {x}})}, {\displaystyle H_{i}({\vec {x}})} — матрица Гессе для её компоненты {\displaystyle f_{i}({\vec {x}})}.
Тогда очередной шаг {\displaystyle {\vec {p}}} определяется из системы:
{\displaystyle \left[J^{T}({\vec {x}})J({\vec {x}})+\sum _{i=1}^{m}f_{i}({\vec {x}})H_{i}({\vec {x}})\right]{\vec {p}}=-J^{T}({\vec {x}}){\vec {f}}({\vec {x}}).}

### Метод Гаусса — Ньютона
Метод Гаусса — Ньютона строится на предположении о том, что слагаемое {\displaystyle J^{T}({\vec {x}})J({\vec {x}})} доминирует над {\displaystyle Q({\vec {x}})}. Это требование не соблюдается, если минимальные невязки велики, то есть если норма {\displaystyle \|{\vec {f}}({\vec {x}})\|} сравнима с максимальным собственным значением матрицы {\displaystyle J^{T}({\vec {x}})J({\vec {x}})}. В противном случае можно записать:
{\displaystyle J^{T}({\vec {x}})J({\vec {x}}){\vec {p}}=-J^{T}({\vec {x}}){\vec {f}}({\vec {x}}).}
Таким образом, когда норма {\displaystyle \|Q({\vec {x}})\|} близка к нулю, а матрица {\displaystyle J({\vec {x}})} имеет полный столбцевой ранг, шаг {\displaystyle {\vec {p}}} мало отличается от ньютоновского (с учётом {\displaystyle Q({\vec {x}})}), и метод может достигать квадратичной скорости сходимости, хотя вторые производные и не учитываются. Улучшением метода является алгоритм Левенберга — Марквардта, основанный на эвристических соображениях.

### Обобщение на комплексную плоскость

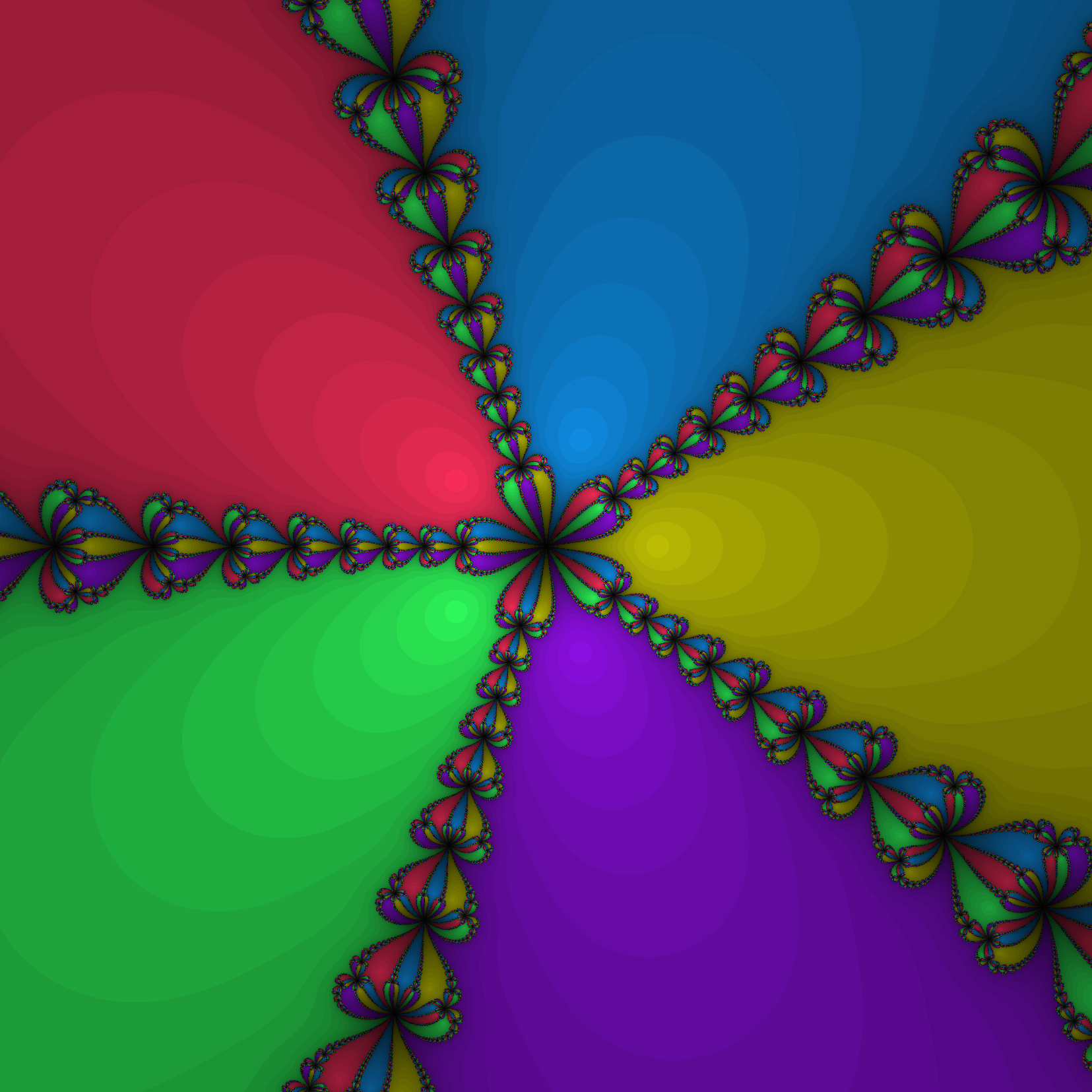
Бассейны Ньютона для полинома пятой степени. Разными цветами закрашены области притяжения для разных корней. Более тёмные области соответствуют большему числу итераций.

До сих пор в описании метода использовались функции, осуществляющие отображения в пределах множества вещественных значений. Однако метод может быть применён и для нахождения нуля функции комплексной переменной. При этом процедура остаётся неизменной:
{\displaystyle z_{n+1}=z_{n}-{\frac {f(z_{n})}{f'(z_{n})}}.}
Особый интерес представляет выбор начального приближения {\displaystyle z_{0}}. Ввиду того, что функция может иметь несколько нулей, в различных случаях метод может сходиться к различным значениям, и вполне естественно возникает желание выяснить, какие области обеспечат сходимость к тому или иному корню. Этот вопрос заинтересовал Артура Кэли ещё в 1879 году, однако разрешить его смогли лишь в 70-х годах двадцатого столетия с появлением вычислительной техники. Оказалось, что на пересечениях этих областей (их принято называть областями притяжения) образуются так называемые фракталы — бесконечные самоподобные геометрические фигуры.
Ввиду того, что Ньютон применял свой метод исключительно к полиномам, фракталы, образованные в результате такого применения, обрели название фракталов Ньютона или бассейнов Ньютона.

## Реализация

### Scala
```
object
 
NewtonMethod
 
{

  
val
 
accuracy
 
=
 
1e-6

  
@tailrec

  
def
 
method
(
x0
:
 
Double
,
 
f
:
 
Double
 
=>
 
Double
,
 
dfdx
:
 
Double
 
=>
 
Double
,
 
e
:
 
Double
):
 
Double
 
=
 
{

    
val
 
x1
 
=
 
x0
 
-
 
f
(
x0
)
 
/
 
dfdx
(
x0
)

    
if
 
(
abs
(
x1
 
-
 
x0
)
 
<
 
e
)
 
x1

    
else
 
method
(
x1
,
 
f
,
 
dfdx
,
 
e
)

  
}

  
def
 
g
(
C
:
 
Double
)
 
=
 
(
x
:
 
Double
)
 
=>
 
x
*
x
 
-
 
C

  
def
 
dgdx
(
x
:
 
Double
)
 
=
 
2
*
x

  
def
 
sqrt
(
x
:
 
Double
)
 
=
 
x
 
match
 
{

    
case
 
0
 
=>
 
0

    
case
 
x
 
if
 
(
x
 
<
 
0
)
 
=>
 
Double
.
NaN

    
case
 
x
 
if
 
(
x
 
>
 
0
)
 
=>
 
method
(
x
/
2
,
 
g
(
x
),
 
dgdx
,
 
accuracy
)
 

  
}

}

```

### Python
```
from
 
math
 
import
 
sin
,
 
cos

from
 
typing
 
import
 
Callable

import
 
unittest

def
 
newton
(
f
:
 
Callable
[[
float
],
 
float
],
 
f_prime
:
 
Callable
[[
float
],
 
float
],
 
x0
:
 
float
,
 
	
eps
:
 
float
=
1e-7
,
 
kmax
:
 
int
=
1e3
)
 
->
 
float
:

	
"""

	solves f(x) = 0 by Newton's method with precision eps

	:param f: f

	:param f_prime: f'

	:param x0: starting point

	:param eps: precision wanted

	:return: root of f(x) = 0

	"""

	
x
,
 
x_prev
,
 
i
 
=
 
x0
,
 
x0
 
+
 
2
 
*
 
eps
,
 
0

	
	
while
 
abs
(
x
 
-
 
x_prev
)
 
>=
 
eps
 
and
 
i
 
<
 
kmax
:

		
x
,
 
x_prev
,
 
i
 
=
 
x
 
-
 
f
(
x
)
 
/
 
f_prime
(
x
),
 
x
,
 
i
 
+
 
1

	
return
 
x

class
 
TestNewton
(
unittest
.
TestCase
):

	
def
 
test_0
(
self
):

		
def
 
f
(
x
:
 
float
)
 
->
 
float
:

			
return
 
x
**
2
 
-
 
20
 
*
 
sin
(
x
)

		
def
 
f_prime
(
x
:
 
float
)
 
->
 
float
:

			
return
 
2
 
*
 
x
 
-
 
20
 
*
 
cos
(
x
)

		
x0
,
 
x_star
 
=
 
2
,
 
2.7529466338187049383

		
self
.
assertAlmostEqual
(
newton
(
f
,
 
f_prime
,
 
x0
),
 
x_star
)

if
 
__name__
 
==
 
'__main__'
:

	
unittest
.
main
()

```

### PHP
```
<?php

// PHP 5.4

function
 
newtons_method
(

	
$a
 
=
 
-
1
,
 
$b
 
=
 
1
,
 
	
$f
 
=
 
function
(
$x
)
 
{

	
		
return
 
pow
(
$x
,
 
4
)
 
-
 
1
;

	
	
},

	
$derivative_f
 
=
 
function
(
$x
)
 
{

		
return
 
4
 
*
 
pow
(
$x
,
 
3
);

	
	
},
 
$eps
 
=
 
1E-3
)
 
{

        
$xa
 
=
 
$a
;

        
$xb
 
=
 
$b
;

        
$iteration
 
=
 
0
;

        
while
 
(
abs
(
$xb
)
 
>
 
$eps
)
 
{

            
$p1
 
=
 
$f
(
$xa
);

            
$q1
 
=
 
$derivative_f
(
$xa
);

            
$xa
 
-=
 
$p1
 
/
 
$q1
;

            
$xb
 
=
 
$p1
;

            
++
$iteration
;

        
}

        
return
 
$xa
;

}

```

### Octave
```
function
 
res
 
=
 
nt
()

  
eps
 
=
 
1e-7
;

  
x0_1
 
=
 
[
-
0.5
,
0.5
];

  
max_iter
 
=
 
500
;

  
xopt
 
=
 
new
(@
resh
,
 
eps
,
 
max_iter
);
   
  
xopt

endfunction

function
 
a
 
=
 
new
(
f, eps, max_iter
)

  
x
=
-
1
;

  
p0
=
1
;

  
i
=
0
;

 
while
 
(
abs
(
p0
)
>
=
eps
)

    
[
p1
,
q1
]=
f
(
x
);

    
x
=
x
-
p1
/
q1
;

   
p0
=
p1
;

   
i
=
i
+
1
;

 
end

 
i

 
a
=
x
;

endfunction

function
[p,q]
=
 
resh
(
x
)
   
% p= -5*x.^5+4*x.^4-12*x.^3+11*x.^2-2*x+1;

   
p
=
-
25
*
x
.^
4
+
16
*
x
.^
3
-
36
*
x
.^
2
+
22
*
x
-
2
;

   
q
=
-
100
*
x
.^
3
+
48
*
x
.^
2
-
72
*
x
+
22
;

endfunction

```

### Delphi
```
// вычисляемая функция

function
 
fx
(
x
:
 
Double
)
:
 
Double
;

begin

  
Result
 
:=
 
x
 
*
 
x
 
-
 
17
;

end
;

// производная функция от f(x)

function
 
dfx
(
x
:
 
Double
)
:
 
Double
;

begin

  
Result
 
:=
 
2
 
*
 
x
;

end
;

function
 
solve
(
fx
,
 
dfx
:
 
TFunc
<
Double
,
 
Double
>;
 
x0
:
 
Double
)
:
 
Double
;

const

  
eps
 
=
 
0.000001
;

var

  
x1
:
 
Double
;

begin

  
x1
 
:=
 
x0
 
-
 
fx
(
x0
)
 
/
 
dfx
(
x0
)
;
 
// первое приближение

  
while
 
(
Abs
(
x1
-
x0
)
 
>
 
eps
)
 
do
 
begin
 
// пока не достигнута точность 0.000001

    
x0
 
:=
 
x1
;

    
x1
 
:=
 
x1
 
-
 
fx
(
x1
)
 
/
 
dfx
(
x1
)
;
 
// последующие приближения

  
end
;

  
Result
 
:=
 
x1
;

end
;

// Вызов

solve
(
fx
,
 
dfx
,
4
)
;

```

### C++
```
#include
 
<iostream>

#include
 
<cmath>

constexpr
 
double
 
eps
 
=
 
0.000001
;

double
 
fx
(
double
 
x
)
 
{
 
return
 
x
 
*
 
x
 
-
 
17
;
 
}
 
// вычисляемая функция

double
 
dfx
(
double
 
x
)
 
{
 
return
 
2
 
*
 
x
;
 
}
     
// производная функции

using
 
function
 
=
 
double
 
(
*
)(
double
 
x
);
 
// задание типа function

double
 
solve
(
function
 
fx
,
 
function
 
dfx
,
 
double
 
x0
)
 
{

  
double
 
x1
  
=
 
x0
 
-
 
fx
(
x0
)
 
/
 
dfx
(
x0
);
 
// первое приближение

  
while
 
(
fabs
(
x1
 
-
 
x0
)
 
>
 
eps
)
 
{
       
// пока не достигнута точность 0.000001

    
x0
 
=
 
x1
;

    
x1
 
=
 
x0
 
-
 
fx
(
x0
)
 
/
 
dfx
(
x0
);
       
// последующие приближения

  
}

  
return
 
x1
;

}

int
 
main
 
()
 
{

  
std
::
cout
 
<<
 
solve
(
fx
,
 
dfx
,
 
4
)
 
<<
 
"
\n
"
;
 
// вывод на экран

  
return
 
0
;

}

```

### C
```
typedef
 
double
 
(
*
function
)(
double
 
x
);

double
 
TangentsMethod
(
function
 
f
,
 
function
 
df
,
 
double
 
xn
,
 
double
 
eps
)
 
{

   
double
 
x1
  
=
 
xn
 
-
 
f
(
xn
)
/
df
(
xn
);

   
double
 
x0
 
=
 
xn
;

   
while
(
abs
(
x0
-
x1
)
 
>
 
eps
)
 
{

      
x0
 
=
 
x1
;

      
x1
 
=
 
x1
 
-
 
f
(
x1
)
/
df
(
x1
);

   
}

   
return
 
x1
;

}

//Выбор начального приближения

xn
 
=
 
MyFunction
(
A
)
*
My2Derivative
(
A
)
 
>
 
0
 
?
 
B
 
:
 
A
;

double
 
MyFunction
(
double
 
x
)
 
{
 
return
 
(
pow
(
x
,
 
5
)
 
-
 
x
 
-
 
0.2
);
 
}
 
//Ваша функция

double
 
MyDerivative
(
double
 
x
)
 
{
 
return
 
(
5
*
pow
(
x
,
 
4
)
 
-
 
1
);
 
}
 
//Первая производная

double
 
My2Derivative
(
double
 
x
)
 
{
 
return
 
(
20
*
pow
(
x
,
 
3
));
 
}
 
//Вторая производная

//Пример вызова функции

double
 
x
 
=
 
TangentsMethod
(
MyFunction
,
 
MyDerivative
,
 
xn
,
 
0.1
)

```

### Haskell
```
import
 
Data.List
 
(
 
iterate'
 
)

main
 
::
 
IO
 
()

main
 
=
 
print
 
$
 
solve
 
(
\
 
x
 
->
 
x
 
*
 
x
 
-
 
17
)
 
(
 
*
 
2
)
 
4

-- Функция solve универсальна для всех вещественных типов значения которых можно сравнивать.

solve
 
=
 
esolve
 
0.000001

esolve
 
epsilon
 
func
 
deriv
 
x0
 
=
 
fst
 
.
 
head
 
$
 
dropWhile
 
pred
 
pairs

  
where

    
pred
 
(
xn
,
 
xn1
)
 
=
 
(
abs
 
$
 
xn
 
-
 
xn1
)
 
>
 
epsilon
 
-- Функция pred определяет достигнута ли необходимая точность.

    
next
 
xn
 
=
 
xn
 
-
 
func
 
xn
 
/
 
deriv
 
xn
 
-- Функция next вычисляет новое приближение.

    
iters
   
=
 
iterate'
 
next
 
x0
        
-- Бесконечный список итераций.

    
pairs
   
=
 
zip
 
iters
 
(
tail
 
iters
)
  
-- Бесконечный список пар итераций вида: [(x0, x1), (x1, x2) ..].

```

### Fortran
```
!   Main program

    
REAL
*
8
::
 
Xbeg
,
 
F
,
 
D1F
,
 
error
  
! Имена переменных в главной программе и подпрограмме могут отличаться    

    
INTEGER  
Niter
,
 
Ncalc
         
! Xbeg - начальное значение, F - функция, D1F - её производная, error - остаточная ошибка

        
***
                       
! Niter - заданное число итераций, Ncalc - число выполненных итераций до достижения погрешности

    
CALL 
NEWTON
(
Xbeg
,
 
Niter
,
 
F
,
 
D1F
,
 
Ncalc
,
 
error
)

        
***

C
======================================================

    
SUBROUTINE 
NEWTON
(
X0
,
 
Nmax
,
 
Func
,
 
D1Func
,
 
Nevl
,
 
rer
)
 
! Простейший вариант устойчиво работающей программы для нахождения корня  без второй производной                                                               

	
REAL
*
8
::
 
X0
,
 
X1
,
 
XB
,
 
q
,
 
Func
,
 
D1Func
,
 
rer
,
 
eps
       
! Итог вычисления будет записан в переменную Х0

	
INTEGER  
Nmax
,
 
Nevl

	

	
IF
(
Nmax
*
(
1000
-
Nmax
).
LE
.
0
)
 
Nmax
=
1000
                 
! Защита от дурака

	                
Nevl
=
1
;
 
XB
=
X0

	
DO 
I
=
1
,
 
Nmax

	
IF
(
Func
(
X0
).
EQ
.
0.
)
            
EXIT

    IF
(
D1Func
(
X0
).
EQ
.
0.
)
          
THEN

    Print
 
*
,
 
'Error from NEWTON: D1Func='
,
 
D1Func
(
X0
),
 
'  X='
,
 
X0
,
 
'  I='
,
 
I

                                  
EXIT

    END IF                   

		

	
X1
=
X0
-
Func
(
X0
)
/
D1Func
(
X0
)
 

	

	
q
=
abs
(
D1Func
(
X0
));
  
q
=
abs
(
1.
-
q
)
/
q

	
eps
=
MAX
(
rer
,
 
epsilon
(
X0
))
                           
! epsilon(X0) - машинная точность; выбирается, если rer=0.

	
IF
(
abs
(
X0
-
X1
).
LE
.
q
*
eps
)
       
EXIT

	

	
X0
=
X1

	
END DO

    

    IF
(
abs
(
Func
(
X0
)).
GE
.
abs
(
Func
(
XB
)))
 
PAUSE
 
'Error from NEWTON: Change the X0!'

	
If
(
I
.
ne
.
Nmax
+
1
)
 
Nevl
=
I

	
If
(
I
.
eq
.
Nmax
+
1
)
 
Nevl
=
Nmax

	

	
END SUBROUTINE

```

### PascalABC.Net
```
##

function
 
solve
(
fx
:
 
real
->
 
real
;
 
dfx
:
 
real
->
 
real
;
 
x0
:
 
real
)
:
 
real
;

const

  
eps
 
=
 
1
0e-12
;

begin

  
var
 
x1
 
:=
 
x0
 
-
 
fx
(
x0
)
 
/
 
dfx
(
x0
)
;
 
// первое приближение

  
while
 
(
Abs
(
x1
 
-
 
x0
)
 
>
 
eps
)
 
do
 
// пока не достигнута точность 

    
(
x0
,
 
x1
)
 
:=
 
(
x1
,
 
x1
 
-
 
fx
(
x1
)
 
/
 
dfx
(
x1
))
;
 
// последующие приближения

  
Result
 
:=
 
x1
;

end
;

print
(
solve
(
x
 
->
 
x
 
*
 
x
 
-
 
17
,
 
x
 
->
 
2
 
*
 
x
,
 
4
))
;
 
//Вызов функции и вывод.

```